# Onno Blom
Onno Philip (Onno) Blom (Leiderdorp, 1 september 1969) is een Nederlandse auteur, literair recensent en freelance journalist. Zijn vader is de historicus Hans Blom.

## Levensloop
Na zijn einddiploma van het Stedelijk Gymnasium Leiden, waar zijn vader eerder les gaf, studeerde hij in 1994 cum laude af in de Nederlandse taal- en letterkunde en Culturele Studies aan de Universiteit van Amsterdam. Daarna werkte hij als literair redacteur voor Trouw en was hij hoofdredacteur van uitgeverij Prometheus. In 2001 en 2002 maakte Blom voor Radio 747 AM de programma's Multiculturele Letteren, Het literaire landschap en Mulisch en het woord.
In 2011 is hij literair recensent voor de tijdschriften Vrij Nederland en George Magazine, en de dagbladen Trouw en De Standaard. Vanaf september 2012 is hij een van de drie vaste medewerkers van de boekenrubriek van het radioprogramma TROS Nieuwsshow op zaterdagochtend. Ook is hij regelmatig te gast in het programma OBA live van HUMAN. Anno 2021 schrijft Blom voor de boeken-katern van de Volkskrant.

### Biografie Jan Wolkers
In 2007 begon Blom met het werken aan een biografie van Jan Wolkers, die hem zelf in zijn laatste levensjaar min of meer als zijn toekomstige biograaf had aangesteld. Dit resulteerde in 2008 in Zo is het genoeg. Het laatste jaar van Jan Wolkers. Ondertussen werkte Blom door aan de biografie. Vanaf 2015 had Blom een wekelijkse column in de Volkskrant, waarin hij verslag deed van zijn bevindingen tijdens het schrijfproces. In oktober 2017 eindigde deze column en promoveerde Blom op zijn biografie Het litteken van de dood. 
Enkele maanden daarvoor had de promotiecommissie een eerdere versie van het proefschrift  geweigerd, maar nadat de decaan van de faculteit van de Leidse universiteit de commissie op een lid na had vervangen, kon Blom later dat jaar alsnog promoveren; de definitieve versie van het proefschrift bevatte een langere verantwoording en was met een kwart ingekort. Het boek stond in 2018 op de shortlist van de Nederlandse Biografieprijs, de opvolger van de Erik Hazelhoff Biografieprijs. Op 18 september 2018 werd de prijs aan hem uitgereikt in het gebouw van de Koninklijke Hollandsche Maatschappij der Wetenschappen te Haarlem.